# Silber Grusel-Krimi
Der Silber Grusel-Krimi war eine Heftromanserie, die in 494 Ausgaben von 1968 bis 1986 im Zauberkreis Verlag erschien.
Die Reihe entstand durch Ausgliederung der Subserie Larry Brent von Jürgen Grasmück, der sie unter dem Pseudonym Dan Shocker schrieb, aus dem Silber-Krimi. Nach dem Larry-Brent-Band 50 erschienen die Hefte dann zunächst monatlich als Silber Grusel-Krimi, wobei die Bandzählung fortgesetzt wurde. Bis einschließlich Band 69 wurden alle Romane von Grasmück verfasst, ab Band 70 (August 1974) wurden auch andere Autoren beteiligt und die Reihe wechselte zu 14-täglichem Erscheinen. Ab Juli 1977 (Nr. 145) erschien die Reihe dann wöchentlich. Das wöchentliche Erscheinen wurde bis Juli 1981 (Nr. 353) beibehalten, danach erschienen die Hefte wieder alle zwei Wochen. Der Grund dafür war das Ende der Larry Brent-Subserie, deren letzter Band 142 als Nr. 342 veröffentlicht worden war.
1986 wurden die Silber Grusel-Krimis mit Band 494 eingestellt.
Der Umfang der Hefte war 64 Seiten, das Format 155 × 225 Millimeter. Der Preis stieg von anfangs 1 DM auf 1,70 DM am Ende.

## Subserien
Innerhalb der Silber Grusel-Krimi-Reihe erschien eine ganze Reihe Subserien, die in untenstehender Tabelle alphabetisch nach Serienheld/Serientitel aufgeführt sind.
| Subserie         | Autor                             | Bemerkung |
| ---------------- | --------------------------------- | --- |
| Ralf Arius       | W. J. Tobien                      | fortgesetzt im Geister-Krimi unter Tobias Grant                                                                               |
| P. & B. Asmond   | Marcos Mongo und Frank Sunderland | |
| Larry Brent      | Dan Shocker                       | |
| Nick Carpenter   | Marcos Mongo und Glenn Douglas    | |
| Tom Carson       | Ralph Herman                      | |
| Percy Collins    | Marcos Mongo                      | fortgesetzt im Geister-Krimi unter John Blood                                                                                 |
| Allan Foster     | Marcos Mongo                      | |
| Alvin Ganzer     | James Gulliver                    | |
| GOOD             | Marcos Mongo                      | |
| Kaghaf           | Maik Caroon                       | |
| Chuck Mamulian   | Marcos Mongo                      | |
| Robert McDermott | Frank Sunderland                  | |
| Nebelgeister     | Bob Fisher                        | |
| Milton Sharp     | Mortimer Mortmain                 | |
| Hexer Stanley    | Hexer Stanley                     | |
| Mark Strange     | Frank Thys                        | |
| UWA              | Roger Damon                       | |
| Tony Wilkins     | Simon Calef                       | nur Band 3; begonnen im Geister-Krimi unter Rolf Serowy, fortgesetzt im Gespenster-Krimi unter Brian Elliot und Frank deLorca |

## Autoren und Pseudonyme
Die Hefte der Reihe erschienen mit ganz wenig Ausnahmen unter Pseudonym, wobei einige Namen von mehreren Autoren gebrauchte Verlagspseudonyme wind, zum Beispiel „Marcos Mongo“. Die folgenden Tabelle führt die verwendeten Pseudonym und die entsprechenden Autorennamen auf. Wo dem Pseudonym kein Autorenname zugeordnet werden konnte, bzw. Hefte vorliegen, bei denen der Autor nicht zugeordnet werden kann, ist die durch Fragezeichen markiert.
| Pseudonym         | Autor                |
| ----------------- | -------------------- |
| Roderick Asher    | Thomas Rübenacker    |
| Desmond Black     | Guido Grandt         |
| Desmond Black     | Michael Grandt       |
| Desmond Black     | Friedrich Tenkrat    |
| Francis Brown     | Frank Bruns          |
| Simon Calef       | Rolf Serowy          |
| Maik Caroon       | Michael Nagula       |
| Adrian Cole       | [?]                  |
| Louise Cooper     | [?]                  |
| Roger Damon       | Roland Rosenbauer    |
| Roger Damon       | Manfred Weinland     |
| Glenn Douglas     | [?]                  |
| Glenn Douglas     | Harry G. Watkins     |
| Bob Fisher        | Robert F. Atkinson   |
| James Gulliver    | [?]                  |
| Charles Hays      | Dave C. Hill         |
| Ralph Herman      | Ralf Bramberg        |
| Marcos Mongo      | [?]                  |
| Marcos Mongo      | Theodor Dombrowski   |
| Marcos Mongo      | Jürgen Duensing      |
| Marcos Mongo      | Gerhard Merz         |
| Marcos Mongo      | Wolfgang Rahn        |
| Marcos Mongo      | Klaus-Dieter Schmidt |
| Marcos Mongo      | Christian Schwarz    |
| Marcos Mongo      | Hans Wolf Sommer     |
| Marcos Mongo      | Harry G. Watkins     |
| Mortimer Mortmain | Wolfgang Rahn        |
| Jens Orlik        | Rolf Kalmuczak       |
| Cater Saint Clair | [?]                  |
| Cater Saint Clair | Pirker               |
| Gordon Scott      | Klaus-Dieter Schmidt |
| Dan Shocker       | [?]                  |
| Dan Shocker       | Jürgen Grasmück      |
| Dan Shocker       | Wilfried A. Hary     |
| Guy N. Smith      | Guy N. Smith         |
| John Spider       | [?]                  |
| John Spider       | Uwe Anton            |
| John Spider       | Walter Appel         |
| John Spider       | Diethard van Heese   |
| John Spider       | Roland Rosenbauer    |
| John Spider       | Friedrich Tenkrat    |
| John Spider       | Rainer Zubeil        |
| Hexer Stanley     | Hans J. Müggenburg   |
| Frank Sunderland  | [?]                  |
| Frank Thys        | Frank Rehfeld        |
| W. J. Tobien      | Tobias Grant         |

## Titelliste
| Nr. | Titel                                                          | Autorenangabe       | Autor                                    | Subserienband                          | Titelbild                                             | Datum      |
| --- | -------------------------------------------------------------- | ------------------- | ---------------------------------------- | -------------------------------------- | ----------------------------------------------------- | ---------- |
| 001 | Das Grauen schleicht durch Bonnards Haus                       | Dan Shocker         | Jürgen Grasmück                          | Silber-Krimi 747 / Larry Brent Band 01 | Fotomontage                                           | 27.08.1968 |
| 002 | Die Angst erwacht im Todesschloß                               | Dan Shocker         | Jürgen Grasmück                          | Silber-Krimi 753 / Larry Brent Band 02 | Fotomontage                                           | 08.10.1968 |
| 003 | Im Kabinett des Grauens                                        | Dan Shocker         | Jürgen Grasmück                          | Silber-Krimi 761 / Larry Brent Band 03 | Fotomontage                                           | 03.12.1968 |
| 004 | Der Dämon mit den Totenaugen                                   | Dan Shocker         | Jürgen Grasmück                          | Silber-Krimi 771 / Larry Brent Band 04 | Fotomontage                                           | 11.02.1969 |
| 005 | Nachts, wenn die Toten kommen                                  | Dan Shocker         | Jürgen Grasmück                          | Silber-Krimi 777 / Larry Brent Band 05 | Fotomontage                                           | 25.03.1969 |
| 006 | Die Treppe ins Jenseits                                        | Dan Shocker         | Jürgen Grasmück                          | Silber-Krimi 781 / Larry Brent Band 06 | Fotomontage                                           | 22.04.1969 |
| 007 | Das Totenhaus der Lady Florence                                | Dan Shocker         | Jürgen Grasmück                          | Silber-Krimi 786 / Larry Brent Band 07 | Fotomontage                                           | 27.05.1969 |
| 008 | Der Satan schickt die Höllenbrut                               | Dan Shocker         | Jürgen Grasmück                          | Silber-Krimi 790 / Larry Brent Band 08 | Fotomontage                                           | 24.06.1969 |
| 009 | Der Fluch der blutenden Augen                                  | Dan Shocker         | Jürgen Grasmück                          | Silber-Krimi 797 / Larry Brent Band 09 | Fotomontage                                           | 12.08.1969 |
| 010 | Die Bestie mit den Bluthänden                                  | Dan Shocker         | Jürgen Grasmück                          | Silber-Krimi 802 / Larry Brent Band 10 | Fotomontage                                           | 16.09.1969 |
| 011 | Die Mörderpuppen der Madame Wong                               | Dan Shocker         | Jürgen Grasmück                          | Silber-Krimi 806 / Larry Brent Band 11 | Fotomontage                                           | 14.10.1969 |
| 012 | Der Mönch mit den Teufelskrallen                               | Dan Shocker         | Jürgen Grasmück                          | Silber-Krimi 810 / Larry Brent Band 12 | Fotomontage                                           | 11.11.1969 |
| 013 | Der Sarg des Vampirs                                           | Dan Shocker         | Jürgen Grasmück                          | Silber-Krimi 814 / Larry Brent Band 13 | Fotomontage                                           | 09.12.1969 |
| 014 | Das Geheimnis der Knochengruft                                 | Dan Shocker         | Jürgen Grasmück                          | Silber-Krimi 818 / Larry Brent Band 14 | Fotomontage                                           | 06.01.1969 |
| 015 | Um Mitternacht im Leichenhaus                                  | Dan Shocker         | Jürgen Grasmück                          | Silber-Krimi 822 / Larry Brent Band 15 | Fotomontage                                           | 03.02.1970 |
| 016 | Im Todesgriff der Schreckensmumie                              | Dan Shocker         | Jürgen Grasmück                          | Silber-Krimi 826 / Larry Brent Band 16 | Rudolf Sieber-Lonati                                  | 03.03.1970 |
| 017 | Vor der Tür stand Frankenstein                                 | Dan Shocker         | Jürgen Grasmück                          | Silber-Krimi 834 / Larry Brent Band 17 | Rudolf Sieber-Lonati                                  | 28.04.1970 |
| 018 | Das Grauen von Blackwood Castle                                | Dan Shocker         | Jürgen Grasmück                          | Silber-Krimi 838 / Larry Brent Band 18 | Rudolf Sieber-Lonati                                  | 26.05.1970 |
| 019 | In den Katakomben des Wahnsinns                                | Dan Shocker         | Jürgen Grasmück                          | Silber-Krimi 842 / Larry Brent Band 19 | Rudolf Sieber-Lonati                                  | 23.06.1970 |
| 020 | Die Leichenkammer des Dr. Sarde                                | Dan Shocker         | Jürgen Grasmück                          | Silber-Krimi 847 / Larry Brent Band 20 | Fotomontage                                           | 28.07.1970 |
| 021 | Schreie aus dem Sarg                                           | Dan Shocker         | Jürgen Grasmück                          | Silber-Krimi 851 / Larry Brent Band 21 | Rudolf Sieber-Lonati                                  | 25.08.1970 |
| 022 | Die mordende Anakonda                                          | Dan Shocker         | Jürgen Grasmück                          | Silber-Krimi 857 / Larry Brent Band 22 | Rudolf Sieber-Lonati                                  | 06.10.1970 |
| 023 | Das Monster aus der Retorte                                    | Dan Shocker         | Jürgen Grasmück                          | Silber-Krimi 862 / Larry Brent Band 23 | Rudolf Sieber-Lonati                                  | 10.11.1970 |
| 024 | Schrei, wenn dich der Hexentöter würgt                         | Dan Shocker         | Jürgen Grasmück                          | Silber-Krimi 866 / Larry Brent Band 24 | Fotomontage                                           | 08.12.1970 |
| 025 | Das Beinhaus der Medusa                                        | Dan Shocker         | Jürgen Grasmück                          | Silber-Krimi 870 / Larry Brent Band 25 | Rudolf Sieber-Lonati                                  | 05.01.1971 |
| 026 | Die Blutsauger von Tahiti                                      | Dan Shocker         | Jürgen Grasmück                          | Silber-Krimi 874 / Larry Brent Band 26 | Rudolf Sieber-Lonati                                  | 02.02.1971 |
| 027 | Draculas Liebesbiß                                             | Dan Shocker         | Jürgen Grasmück                          | Silber-Krimi 878 / Larry Brent Band 27 | Rudolf Sieber-Lonati                                  | 02.02.1971 |
| 028 | Draculas Höllenfahrt                                           | Dan Shocker         | Jürgen Grasmück                          | Silber-Krimi 882 / Larry Brent Band 28 | Rudolf Sieber-Lonati                                  | 30.03.1971 |
| 029 | Irrfahrt der Skelette                                          | Dan Shocker         | Jürgen Grasmück                          | Silber-Krimi 886 / Larry Brent Band 29 | Rudolf Sieber-Lonati                                  | 27.04.1971 |
| 030 | Die menschenfressende Bestie                                   | Dan Shocker         | Jürgen Grasmück                          | Silber-Krimi 890 / Larry Brent Band 30 | Rudolf Sieber-Lonati                                  | 25.05.1971 |
| 031 | Party im Blutschloß                                            | Dan Shocker         | Jürgen Grasmück                          | Silber-Krimi 894 / Larry Brent Band 31 | Rudolf Sieber-Lonati                                  | 22.06.1971 |
| 032 | Der Würger aus dem See                                         | Dan Shocker         | Jürgen Grasmück                          | Silber-Krimi 898 / Larry Brent Band 32 | Rudolf Sieber-Lonati                                  | 20.07.1971 |
| 033 | Die Pest fraß alle                                             | Dan Shocker         | Jürgen Grasmück                          | Silber-Krimi 902 / Larry Brent Band 33 | Rudolf Sieber-Lonati                                  | 17.08.1971 |
| 034 | Die Schlangenköpfe des Dr. Gorgo                               | Dan Shocker         | Jürgen Grasmück                          | Silber-Krimi 906 / Larry Brent Band 34 | Rudolf Sieber-Lonati                                  | 14.09.1971 |
| 035 | Orungu – Fratze aus dem Dschungel                              | Dan Shocker         | Jürgen Grasmück                          | Silber-Krimi 910 / Larry Brent Band 35 | Fotomontage                                           | 12.10.1971 |
| 036 | Der Wolfsmensch im Blutrausch                                  | Dan Shocker         | Jürgen Grasmück                          | Silber-Krimi 914 / Larry Brent Band 36 | Rudolf Sieber-Lonati                                  | 09.11.1971 |
| 037 | Bis die Ratten dich zerfetzen                                  | Dan Shocker         | Jürgen Grasmück                          | Silber-Krimi 918 / Larry Brent Band 37 | Rudolf Sieber-Lonati                                  | 07.12.1971 |
| 038 | Der Schlitzer aus dem Jenseits                                 | Dan Shocker         | Jürgen Grasmück                          | Silber-Krimi 922 / Larry Brent Band 38 | Rudolf Sieber-Lonati                                  | 04.01.1972 |
| 039 | Dämonenbrut                                                    | Dan Shocker         | Jürgen Grasmück                          | Silber-Krimi 926 / Larry Brent Band 39 | Rudolf Sieber-Lonati                                  | 01.02.1972 |
| 040 | Amöba saugt die Menschen aus                                   | Dan Shocker         | Jürgen Grasmück                          | Silber-Krimi 930 / Larry Brent Band 40 | Rudolf Sieber-Lonati                                  | 29.02.1972 |
| 041 | Der mordende Schrumpfkopf                                      | Dan Shocker         | Jürgen Grasmück                          | Silber-Krimi 934 / Larry Brent Band 41 | Rudolf Sieber-Lonati                                  | 28.03.1972 |
| 042 | Satans Mörderuhr                                               | Dan Shocker         | Jürgen Grasmück                          | Silber-Krimi 938 / Larry Brent Band 42 | Rudolf Sieber-Lonati                                  | 25.04.1972 |
| 043 | Homunkula, Luzifers Tochter                                    | Dan Shocker         | Jürgen Grasmück                          | Silber-Krimi 946 / Larry Brent Band 43 | Fotomontage                                           | 20.06.1972 |
| 044 | Todeskuß vom Höllenfürst                                       | Dan Shocker         | Jürgen Grasmück                          | Silber-Krimi 950 / Larry Brent Band 44 | Rudolf Sieber-Lonati                                  | 18.07.1972 |
| 045 | Die Mordfalter                                                 | Dan Shocker         | Jürgen Grasmück                          | Silber-Krimi 954 / Larry Brent Band 45 | "tricklinsig" generierte Fotomontage                  | 15.08.1972 |
| 046 | Die Leiche aus der Kühltruhe                                   | Dan Shocker         | Jürgen Grasmück                          | Silber-Krimi 958 / Larry Brent Band 46 | Fotomontage                                           | 12.09.1972 |
| 047 | Der Gehenkte von Dartmoor                                      | Dan Shocker         |                                          | Silber-Krimi 962 / Larry Brent Band 47 | Fotomontage                                           | 10.10.1972 |
| 048 | Bis zum letzten Schrei                                         | Dan Shocker         | Jürgen Grasmück                          | Silber-Krimi 966 / Larry Brent Band 48 | Rudolf Sieber-Lonati                                  | 07.11.1972 |
| 049 | Hexensabbat                                                    | Dan Shocker         | Jürgen Grasmück                          | Silber-Krimi 970 / Larry Brent Band 49 | Foto                                                  | 05.12.1972 |
| 050 | Die Horror-Maschine                                            | Dan Shocker         | Jürgen Grasmück                          | Silber-Krimi 974 / Larry Brent Band 50 | Rudolf Sieber-Lonati                                  | 02.01.1973 |
| 051 | Im Labyrinth des Ghuls                                         | Dan Shocker         | Jürgen Grasmück                          | Larry Brent Band 51                    | Rudolf Sieber-Lonati                                  | 30.01.1973 |
| 052 | Die Alpträume des Mr. Clint                                    | Dan Shocker         | Jürgen Grasmück                          | Larry Brent Band 52                    | Rudolf Sieber-Lonati                                  | 27.02.1973 |
| 053 | Lady Frankenstein                                              | Dan Shocker         | Jürgen Grasmück                          | Larry Brent Band 53                    | Fotomontage                                           | 27.03.1973 |
| 054 | Lebende Leichen                                                | Dan Shocker         |                                          | Larry Brent Band 54                    | Fotomontage                                           | 24.04.1973 |
| 055 | Corrida der Dämonen                                            | Dan Shocker         | Jürgen Grasmück                          | Larry Brent Band 55                    | Rudolf Sieber-Lonati                                  | 22.05.1973 |
| 056 | Das Tor zur Hölle                                              | Dan Shocker         | Jürgen Grasmück                          | Larry Brent Band 56                    | Rudolf Sieber-Lonati                                  | 19.06.1973 |
| 057 | Monster-Bestie Gorho                                           | Dan Shocker         | Jürgen Grasmück                          | Larry Brent Band 57                    | Rudolf Sieber-Lonati                                  | 17.07.1973 |
| 058 | Machetta, Sumpfhexe vom Mississippi                            | Dan Shocker         | Jürgen Grasmück                          | Larry Brent Band 58                    | Rudolf Sieber-Lonati                                  | 14.08.1973 |
| 059 | Sanatorium der Toten                                           | Dan Shocker         | Jürgen Grasmück                          | Larry Brent Band 59                    | Fotomontage                                           | 11.09.1973 |
| 060 | Die Wahnsinnsbrut des Dr. Satanas                              | Dan Shocker         | Jürgen Grasmück                          | Larry Brent Band 60                    | Rudolf Sieber-Lonati                                  | 09.10.1973 |
| 061 | Die Gruft der bleichenden Schädel                              | Dan Shocker         | Jürgen Grasmück                          | Larry Brent Band 61                    | Rudolf Sieber-Lonati                                  | 06.11.1973 |
| 062 | In der Katakombe der Gräfin Redziwihl                          | Dan Shocker         | Jürgen Grasmück                          | Larry Brent Band 62                    | Rudolf Sieber-Lonati                                  | 04.12.1973 |
| 063 | Das Schloß der teuflischen Deborah                             | Dan Shocker         | Jürgen Grasmück                          | Larry Brent Band 63                    | Rudolf Sieber-Lonati                                  | 01.01.1974 |
| 064 | Wenn die Knochenmänner tanzen                                  | Dan Shocker         | Jürgen Grasmück                          | Larry Brent Band 64                    | Rafael López Espí                                     | 29.01.1974 |
| 065 | Dr. Satanas, Herr der Skelette                                 | Dan Shocker         | Jürgen Grasmück                          | Larry Brent Band 65                    | Rudolf Sieber-Lonati                                  | 26.02.1974 |
| 066 | Nakor, Echse des Grauens                                       | Dan Shocker         | Jürgen Grasmück                          | Larry Brent Band 66                    | Rudolf Sieber-Lonati                                  | 26.03.1974 |
| 067 | Die Lady mit den toten Augen                                   | Dan Shocker         | Jürgen Grasmück                          | Larry Brent Band 67                    | Manuel Prieto Muriana                                 | 23.04.1974 |
| 068 | Der Unheimliche aus dem Sarkophag                              | Dan Shocker         | Jürgen Grasmück                          | Larry Brent Band 68                    | Rudolf Sieber-Lonati                                  | 21.05.1974 |
| 069 | Borro, der Zombie                                              | Dan Shocker         | Jürgen Grasmück                          | Larry Brent Band 69                    | Manuel Prieto Muriana                                 | 18.06.1974 |
| 070 | Die Geister-Kicker aus Bundia                                  | Bob Fisher          | Robert F. Atkinson                       | Nebelgeister Band 5                    | Rudolf Sieber-Lonati                                  | 16.07.1974 |
| 071 | Dr. Satanas' Killer-Computer                                   | Dan Shocker         | Jürgen Grasmück                          | Larry Brent Band 70                    | Rudolf Sieber-Lonati                                  | 13.08.1974 |
| 072 | Der Totenchor von Wickfield Castle                             | Bob Fisher          | Robert F. Atkinson                       | Nebelgeister Band 6                    | Fotomontage                                           | 27.08.1974 |
| 073 | Ruine der Kopflosen                                            | Dan Shocker         | Jürgen Grasmück                          | Larry Brent Band 71                    | Rudolf Sieber-Lonati                                  | 10.09.1974 |
| 074 | Bräute des Teufels                                             | Bob Fisher          | Robert F. Atkinson                       | Nebelgeister Band 7                    | Foto                                                  | 24.09.1974 |
| 075 | Atoll des Schreckens                                           | Dan Shocker         | Jürgen Grasmück                          | Larry Brent Band 72                    | Rudolf Sieber-Lonati                                  | 08.10.1974 |
| 076 | Der Moloch von Balmoral                                        | Bob Fisher          | Robert F. Atkinson                       | Nebelgeister Band 8                    | Rafael Cortiella                                      | 22.10.1974 |
| 077 | Leichenvögel                                                   | Dan Shocker         | Jürgen Grasmück                          | Larry Brent Band 73                    | Rafael López Espí                                     | 05.11.1974 |
| 078 | Das Grauen von Chichen Itza                                    | Hexer Stanley       | Hans J. Müggenburg                       | Hexer Stanley Band 1                   | Rudolf Sieber-Lonati                                  | 19.11.1974 |
| 079 | Kastell des Dämons                                             | Dan Shocker         | Jürgen Grasmück                          | Larry Brent Band 74                    | Rudolf Sieber-Lonati                                  | 03.12.1974 |
| 080 | Satans erste Garnitur                                          | Hexer Stanley       | Hans J. Müggenburg                       | Hexer Stanley Band 2                   | Alberto Pujolar                                       | 17.12.1974 |
| 081 | Die Gehirne des Dr. Satanas                                    | Dan Shocker         | Jürgen Grasmück                          | Larry Brent Band 75                    | Rafael López Espí                                     | 31.12.1974 |
| 082 | Der Unheimliche vom Monte Morte                                | Bob Fisher          | Robert F. Atkinson                       | Nebelgeister Band 9                    | Rudolf Sieber-Lonati                                  | 14.01.1975 |
| 083 | Gebeine aus der Hexengruft                                     | Dan Shocker         | Jürgen Grasmück                          | Larry Brent Band 76                    | Rudolf Sieber-Lonati                                  | 28.01.1975 |
| 084 | Duell im Vampirschloß                                          | Hexer Stanley       | Hans J. Müggenburg                       | Hexer Stanley Band 3                   | Ángel Badia Camps                                     | 11.02.1975 |
| 085 | Satanische Klauen                                              | Dan Shocker         | Jürgen Grasmück                          | Larry Brent Band 77                    | Rudolf Sieber-Lonati                                  | 25.02.1975 |
| 086 | Klinik der Verdammten                                          | Bob Fisher          | Robert F. Atkinson                       | Nebelgeister Band 10                   | Rudolf Sieber-Lonati                                  | 11.03.1975 |
| 087 | Im Würgegriff des Nachtmahrs                                   | Dan Shocker         | Jürgen Grasmück                          | Larry Brent Band 78                    | Alberto Pujolar                                       | 25.03.1975 |
| 088 | Aufstand der Mutanten                                          | Bob Fisher          | Robert F. Atkinson                       | Nebelgeister Band 11                   | Alvara                                                | 08.04.1975 |
| 089 | Pakt mit Luzifer                                               | Dan Shocker         | Jürgen Grasmück                          | Larry Brent Band 79                    | Jaime Gonzalez                                        | 22.04.1975 |
| 090 | Frisches Blut für den 13. Sarg                                 | Bob Fisher          | Robert F. Atkinson                       | Nebelgeister Band 12                   | Rafael Cortiella                                      | 06.05.1975 |
| 091 | Die Pranke der Sphinx                                          | Dan Shocker         | Jürgen Grasmück                          | Larry Brent Band 80                    | Rudolf Sieber-Lonati                                  | 20.05.1975 |
| 092 | Die Monsterpuppen                                              | Hexer Stanley       | Hans J. Müggenburg                       | Hexer Stanley Band 4                   | Fotomontage                                           | 03.06.1975 |
| 093 | Das Scheusal aus dem Nichts                                    | Dan Shocker         | Jürgen Grasmück                          | Larry Brent Band 81                    | Rudolf Sieber-Lonati                                  | 17.06.1975 |
| 094 | Der Rächer der Nebelwelt                                       | Bob Fisher          | Robert F. Atkinson                       | Nebelgeister Band 13                   |                                                       | 01.07.1975 |
| 095 | Dr. Satanas, Totensauger von N.                                | Dan Shocker         | Jürgen Grasmück                          | Larry Brent Band 82                    | Rudolf Sieber-Lonati                                  | 15.07.1975 |
| 096 | Die Geisterkarosse von Tarbert                                 | Bob Fisher          | Robert F. Atkinson                       | Nebelgeister Band 14                   | Rudolf Sieber-Lonati                                  | 29.07.1975 |
| 097 | Im Horrorkäfig des Dr. Quintus                                 | Hexer Stanley       | Hans J. Müggenburg                       | Hexer Stanley Band 5                   | Miguel Garcia                                         | 12.08.1975 |
| 098 | Das Höllenbiest                                                | Dan Shocker         | Jürgen Grasmück                          | Larry Brent Band 83                    | Fotomontage                                           | 26.08.1975 |
| 099 | Die Herrin der Wolfsmenschen                                   | Bob Fisher          | Robert F. Atkinson                       | Nebelgeister Band 15                   | Sebastià Boada                                        | 09.09.1975 |
| 100 | Larry Brents Totentanz                                         | Dan Shocker         | Jürgen Grasmück                          | Larry Brent Band 84                    | Rudolf Sieber-Lonati                                  | 23.09.1975 |
| 101 | Der Lacher mit dem Todeshauch                                  | Bob Fisher          | Robert F. Atkinson                       | Nebelgeister Band 16                   | Jorge Sampere                                         | 07.10.1975 |
| 102 | Voodoo-Rache                                                   | Dan Shocker         | Jürgen Grasmück                          | Larry Brent Band 85                    | Rudolf Sieber-Lonati                                  | 21.10.1975 |
| 103 | … und die Mumie umarmte ihn                                    | Hexer Stanley       | Hans J. Müggenburg                       | Hexer Stanley Band 6                   | Desilo (Desiderio Babiano Lozano Olivares)            | 04.11.1975 |
| 104 | Das grüne Blut des steinernen Götzen                           | Dan Shocker         | Jürgen Grasmück                          | Larry Brent Band 86                    | Rafael López Espí                                     | 18.11.1975 |
| 105 | Aquarius, der Verfluchte der Urzeit                            | Bob Fisher          | Robert F. Atkinson                       | Nebelgeister Band 17                   | Rudolf Sieber-Lonati                                  | 02.12.1975 |
| 106 | Totenkopf-Roulette                                             | Dan Shocker         | Jürgen Grasmück                          | Larry Brent Band 87                    | Rafael López Espí                                     | 16.12.1975 |
| 107 | Grusel-Party für Touristen                                     | Marcos Mongo        | Theodor Dombrowski                       |                                        | Miguel Garcia                                         | 30.12.1975 |
| 108 | Pandämonium                                                    | Dan Shocker         | Jürgen Grasmück                          | Larry Brent Band 88                    | Rafael López Espí                                     | 13.01.1976 |
| 109 | Geisterhände aus dem All                                       | Bob Fisher          | Robert F. Atkinson                       | Nebelgeister Band 18                   | Rudolf Sieber-Lonati                                  | 27.01.1976 |
| 110 | Würger ohne Hände                                              | Marcos Mongo        | Theodor Dombrowski                       |                                        | Fotomontage                                           | 10.02.1976 |
| 111 | Marotsch, der Vampir-Killer                                    | Dan Shocker         | Jürgen Grasmück                          | Larry Brent Band 89                    | Rafael Cortiella                                      | 24.02.1976 |
| 112 | Das Schandkleid der schönen Ketzerin                           | Cater Saint Clair   | ? Pirker                                 |                                        | Fotomontage                                           | 09.03.1976 |
| 113 | Die Teufelsärztin                                              | Bob Fisher          | Robert F. Atkinson                       | Nebelgeister Band 19                   | Rudolf Sieber-Lonati                                  | 23.03.1976 |
| 114 | Turm der Menschenmonster                                       | Dan Shocker         | Jürgen Grasmück                          | Larry Brent Band 90                    | Rafael López Espí                                     | 06.04.1976 |
| 115 | Spuk im Alpenschloß                                            | Marcos Mongo        | Theodor Dombrowski                       |                                        | Fotomontage                                           | 20.04.1976 |
| 116 | Der magische Spiegel des Temudschien                           | Cater Saint Clair   | ? Pirker                                 |                                        | Sebastià Boada                                        | 04.05.1976 |
| 117 | Die Pestgärten des Dr. Tschang Fu                              | Dan Shocker         | Jürgen Grasmück                          | Larry Brent Band 91                    | Rudolf Sieber-Lonati                                  | 18.05.1976 |
| 118 | Die Höhle der Zombies                                          | Marcos Mongo        | Hans Wolf Sommer                         | GOOD Band 1                            | Fotomontage                                           | 15.06.1976 |
| 119 | Horrortrip der Epimys                                          | Bob Fisher          | Robert F. Atkinson                       | Nebelgeister Band 20                   | Ángel Badia Camps                                     | 29.06.1976 |
| 120 | Mortus, Monstrum aus dem Jenseits                              | Dan Shocker         | Jürgen Grasmück                          | Larry Brent Band 92                    | Rafael López Espí                                     | 13.07.1976 |
| 121 | Diabolons grausiges Streicheln                                 | Marcos Mongo        | Wolfgang Rahn                            |                                        | Miguel Garcia                                         | 27.07.1976 |
| 122 | Im Todesnetz der Kung Fu-Killer                                | Dan Shocker         | Jürgen Grasmück                          | Larry Brent Band 93                    | Rudolf Sieber-Lonati                                  | 10.08.1976 |
| 123 | Tschungor – Rächer der Finsternis                              | Bob Fisher          | Robert F. Atkinson                       | Nebelgeister Band 21                   | Rudolf Sieber-Lonati                                  | 24.08.1976 |
| 124 | Im Horror-Reich der Nökken                                     | Dan Shocker         | Jürgen Grasmück                          | Larry Brent Band 94                    | Rudolf Sieber-Lonati                                  | 07.09.1976 |
| 125 | Die Mumienmacher von Paris                                     | Cater Saint Clair   | ? Pirker                                 |                                        |                                                       | 21.09.1976 |
| 126 | Die Skelettfratze                                              | Dan Shocker         | Jürgen Grasmück                          | Larry Brent Band 95                    | Rafael López Espí                                     | 05.10.1976 |
| 127 | Skeletthände sind nicht zärtlich                               | Marcos Mongo        | Wolfgang Rahn                            |                                        | Alberto Pujolar                                       | 19.10.1976 |
| 128 | Die 7 Plagen des Dr. Tschang Fu                                | Dan Shocker         | Jürgen Grasmück                          | Larry Brent Band 96                    | Rafael López Espí                                     | 02.11.1976 |
| 129 | Olbaid, der Knöcherne                                          | Bob Fisher          | Robert F. Atkinson                       | Nebelgeister Band 22                   | Rudolf Sieber-Lonati                                  | 16.11.1976 |
| 130 | Superbestie Dr. Jekyll                                         | Dan Shocker         | Jürgen Grasmück                          | Larry Brent Band 97                    | Rudolf Sieber-Lonati                                  | 30.11.1976 |
| 131 | Die Totenvögel von Skibberdeen                                 | Cater Saint Clair   | ? Pirker                                 |                                        | Antonio Bernal                                        | 14.12.1976 |
| 132 | Haus der mordenden Schatten                                    | Dan Shocker         | Jürgen Grasmück                          | Larry Brent Band 98                    | Desilo (Desiderio Babiano Lozano Olivares)            | 28.12.1976 |
| 133 | Tanz der grünen Skelette                                       | Bob Fisher          | Robert F. Atkinson                       | Nebelgeister Band 23                   | Rudolf Sieber-Lonati                                  | 11.01.1977 |
| 134 | Zur Herberge der tausend Schrecken                             | Dan Shocker         | Jürgen Grasmück                          | Larry Brent Band 99                    | Fotomontage                                           | 25.01.1977 |
| 135 | Die blinden Augen des Azathoth                                 | Marcos Mongo        | Hans Wolf Sommer                         | GOOD Band 2                            | Paolo Bracci                                          | 08.02.1977 |
| 136 | Kein Monster ist ein Gentleman                                 | Cater Saint Clair   | ? Pirker                                 |                                        | Paolo Bracci                                          | 22.02.1977 |
| 137 | 13 von der schwarzen Magie                                     | Bob Fisher          | Robert F. Atkinson                       | Nebelgeister Band 24                   | Rudolf Sieber-Lonati                                  | 08.03.1977 |
| 138 | Die Totengeister von Uxmal                                     | Dan Shocker         | Jürgen Grasmück                          | Larry Brent Band 100                   | Rudolf Sieber-Lonati                                  | 22.03.1977 |
| 139 | Guru – Herr der Verdammten                                     | Marcos Mongo        | Wolfgang Rahn                            |                                        |                                                       | 05.04.1977 |
| 140 | Irrgarten der Monstergötzen                                    | Dan Shocker         | Jürgen Grasmück                          | Larry Brent Band 101                   | Rudolf Sieber-Lonati                                  | 19.04.1977 |
| 141 | Das Soma der Göttin Kali                                       | Cater Saint Clair   | ? Pirker                                 |                                        |                                                       | 03.05.1977 |
| 142 | Totenstadt Nekropolis                                          | Dan Shocker         | Jürgen Grasmück                          | Larry Brent Band 102                   | Rudolf Sieber-Lonati                                  | 17.05.1977 |
| 143 | Die untoten Rächer                                             | Marcos Mongo        | Wolfgang Rahn                            |                                        | Rudolf Sieber-Lonati                                  | 31.05.1977 |
| 144 | Hexenauge                                                      | Dan Shocker         | Jürgen Grasmück                          | Larry Brent Band 103                   | Rudolf Sieber-Lonati                                  | 14.06.1977 |
| 145 | Klinik des Grauens                                             | Marcos Mongo        | Theodor Dombrowski                       |                                        | Noiquet (Joan Beltran Bofill)                         | 28.06.1977 |
| 146 | Dr. Tschang Fus Mikro-Killer                                   | Dan Shocker         | Jürgen Grasmück                          | Larry Brent Band 104                   | Rudolf Sieber-Lonati                                  | 05.07.1977 |
| 147 | Freeze, Monster der Eiszeit                                    | Bob Fisher          | Robert F. Atkinson                       | Nebelgeister Band 25                   | Manfred Sommer                                        | 12.07.1977 |
| 148 | Pattinsons Tollhaus                                            | Cater Saint Clair   | ? Pirker                                 |                                        | Paolo Bracci                                          | 19.07.1977 |
| 149 | Die Geistwesen aus der Eastside-Klinik                         | Marcos Mongo        | Hans Wolf Sommer                         | GOOD Band 3                            | Desilo (Desiderio Babiano Lozano Olivares)            | 26.07.1977 |
| 150 | Madame La Roshs Marterhaus                                     | Dan Shocker         | Jürgen Grasmück                          | Larry Brent Band 105                   | Miguel Garcia                                         | 02.08.1977 |
| 151 | Die unheimliche Miß Xala                                       | Marcos Mongo        | Wolfgang Rahn                            |                                        | Desilo (Desiderio Babiano Lozano Olivares)            | 09.08.1977 |
| 152 | King Crabs Nachtmahl (OT: Night of the Crabs)                  | Guy N.(ewman) Smith |                                          |                                        | Ángel Badia Camps                                     | 16.08.1977 |
| 153 | Mit Helena zärtlich grausam sein                               | Cater Saint Clair   | ? Pirker                                 |                                        | Salvador Fabá                                         | 23.08.1977 |
| 154 | Sie kamen aus dem Geisterreich                                 | Marcos Mongo        | Theodor Dombrowski                       | Allan Foster Band                      | Fotomontage                                           | 30.08.1977 |
| 155 | El Cornudo – Dämon des Feuers                                  | Bob Fisher          | Robert F. Atkinson                       | Nebelgeister Band 26                   | Theo Thomas                                           | 06.09.1977 |
| 156 | Dr. Tschang Fus Teufelsgezücht                                 | Dan Shocker         | Jürgen Grasmück                          | Larry Brent Band 106                   | Rudolf Sieber-Lonati                                  | 13.09.1977 |
| 157 | Die Amokläufer-Droge                                           | Marcos Mongo        | Theodor Dombrowski                       |                                        | Alberto Pujolar                                       | 20.09.1977 |
| 158 | Horror-Castle der Telchinen                                    | Cater Saint Clair   | ? Pirker                                 |                                        | Salvador Fabá                                         | 27.09.1977 |
| 159 | Im Bann der schwarzen Magie                                    | Maik Caroon         | Michael Nagula                           | Falsau Kaghaf Band 1                   | Alberto Pujolar                                       | 04.10.1977 |
| 160 | Dämonenspritze                                                 | Bob Fisher          | Robert F. Atkinson                       | Nebelgeister Band 27                   |                                                       | 11.10.1977 |
| 161 | Insel der Schrecken                                            | Cater Saint Clair   | ? Pirker                                 |                                        | Theo Thomas                                           | 18.10.1977 |
| 162 | Horror-Train nach Nirgendwo                                    | Dan Shocker         | Jürgen Grasmück                          | Larry Brent Band 107                   | Fotomontage                                           | 25.10.1977 |
| 163 | Hyradus, Diener der Hölle                                      | Marcos Mongo        | Wolfgang Rahn                            |                                        | Alberto Pujolar                                       | 01.11.1977 |
| 164 | Die Katakomben der 7 Leichen                                   | Bob Fisher          | Robert F. Atkinson                       | Nebelgeister Band 28                   |                                                       | 08.11.1977 |
| 165 | Fluch der Mumie                                                | Cater Saint Clair   | ? Pirker                                 |                                        | Fotomontage                                           | 15.11.1977 |
| 166 | Redox, Nacht der zürnenden Schädel                             | Dan Shocker         | Wilfried A. Hary                         | Larry Brent Band 108                   | Paolo Bracci                                          | 22.11.1977 |
| 167 | In den Armen der mordenden Bestie                              | Marcos Mongo        | Wolfgang Rahn                            |                                        | Paolo Bracci                                          | 29.11.1977 |
| 168 | Sie nannten ihn den 'Scheintod-Comps'                          | Cater Saint Clair   | ? Pirker                                 |                                        | Theo Thomas                                           | 06.12.1977 |
| 169 | Horror auf der Toteninsel                                      | Marcos Mongo        | Theodor Dombrowski                       |                                        | Theo Thomas                                           | 13.12.1977 |
| 170 | Die 1000 Gesichter des DUM                                     | Bob Fisher          | Robert F. Atkinson                       | Nebelgeister Band 29                   | Ángel Badia Camps                                     | 20.12.1977 |
| 171 | Labyrinth der verlorenen Seelen                                | Marcos Mongo        | Jürgen Duensing                          | Percy Collins Band 1                   | Theo Thomas                                           | 27.12.1977 |
| 172 | Invasion der Kraken                                            | Dan Shocker         | Jürgen Grasmück                          | Larry Brent Band 109                   | Alberto Pujolar                                       | 03.01.1978 |
| 173 | Kefil, der Golem-Macher                                        | Hexer Stanley       | Hans J. Müggenburg                       | Hexer Stanley Band 7                   | Ángel Badia Camps                                     | 10.01.1978 |
| 174 | Der Fluch von Desmore-Castle                                   | Marcos Mongo        | Klaus-Dieter Schmidt                     |                                        | Paolo Bracci                                          | 17.01.1978 |
| 175 | Die Willenlosen des Mr. Aberteen                               | Cater Saint Clair   | ? Pirker                                 |                                        | Ángel Badia Camps                                     | 24.01.1978 |
| 176 | Von Vampiren gekapert                                          | Roger Damon         | Roland Rosenbauer                        | UWA Band 1                             | Paolo Bracci                                          | 31.01.1978 |
| 177 | Die Bösen von Liersen                                          | Marcos Mongo        | Theodor Dombrowski                       |                                        |                                                       | 07.02.1978 |
| 178 | Todesdiamant aus Satans Krone                                  | Dan Shocker         | Jürgen Grasmück                          | Larry Brent Band 110                   | Rudolf Sieber-Lonati                                  | 14.02.1978 |
| 179 | In den Klauen des Monsters                                     | Maik Caroon         | Michael Nagula                           | Kaghaf Band 2                          | Manuel Prieto Muriana                                 | 21.02.1978 |
| 180 | Die Untoten von St. Tropez                                     | Roger Damon         | Roland Rosenbauer                        | UWA Band 2                             | Theo Thomas                                           | 28.02.1978 |
| 181 | Des Teufels schwarze Armee                                     | Marcos Mongo        | Theodor Dombrowski                       |                                        | Fotomontage                                           | 07.03.1978 |
| 182 | Die Maschine des Bösen                                         | Dan Shocker         | Jürgen Grasmück                          | Larry Brent Band 111                   | Rudolf Sieber-Lonati                                  | 14.03.1978 |
| 183 | Chaoten der Finsternis                                         | Bob Fisher          | Robert F. Atkinson                       | Nebelgeister Band 30                   | Alberto Pujolar                                       | 21.03.1978 |
| 184 | Grendel, das Moorungeheuer                                     | Marcos Mongo        | Klaus-Dieter Schmidt                     |                                        | Theo Thomas                                           | 28.03.1978 |
| 185 | Terror des Schakals                                            | Roderick Asher      | Thomas Rübenacker                        |                                        | Theo Thomas                                           | 04.04.1978 |
| 186 | Porträt des Grauens                                            | Marcos Mongo        | Theodor Dombrowski                       | Allan Foster Band                      | Theo Thomas                                           | 11.04.1978 |
| 187 | Vampirblut                                                     | Maik Caroon         | Michael Nagula                           | Günter Falsau Band 2                   | Paolo Bracci                                          | 18.04.1978 |
| 188 | Die Wächsernen aus dem Psycho-Labyrinth                        | Dan Shocker         | Jürgen Grasmück                          | Larry Brent Band 112                   | Tony Masero                                           | 25.04.1978 |
| 189 | Das Schattenreich läßt zittern                                 | Roger Damon         | Manfred Weinland                         | Barbara Bender Band 1                  | Paolo Bracci                                          | 02.05.1978 |
| 190 | Lockruf der Dämonen                                            | Marcos Mongo        | Jürgen Duensing                          |                                        | Celâl Kandemiroglu                                    | 09.05.1978 |
| 191 | Die 3-köpfige Göttin                                           | Bob Fisher          | Robert F. Atkinson                       | Nebelgeister Band 31                   | Theo Thomas                                           | 16.05.1978 |
| 192 | Nacht der Höllenkäfer                                          | Dan Shocker         | Jürgen Grasmück                          | Larry Brent Band 113                   | Fotomontage                                           | 23.05.1978 |
| 193 | Dracula auf London-Trip                                        | Roderick Asher      | Thomas Rübenacker                        |                                        | Celâl Kandemiroglu                                    | 30.05.1978 |
| 194 | Turm der Gespenster                                            | Marcos Mongo        |                                          |                                        | Paolo Bracci                                          | 06.06.1978 |
| 195 | Nyarlep, Sohn des Teufels                                      | John Spider         | Uwe Anton                                |                                        | Alberto Pujolar                                       | 13.06.1978 |
| 196 | Fluch der Seelenwanderer                                       | Dan Shocker         | Jürgen Grasmück                          | Larry Brent Band 114                   | Theo Thomas                                           | 20.06.1978 |
| 197 | Die Körperlosen von Invergarry Castle                          | Frank Sunderland    |                                          | Robert McDermott-Band                  | Rudolf Sieber-Lonati                                  | 27.06.1978 |
| 198 | Ein Wahnsinniger geht um                                       | Marcos Mongo        | Wolfgang Rahn                            |                                        | Theo Thomas                                           | 04.07.1978 |
| 199 | 13 ist des Teufels Dutzend                                     | Bob Fisher          | Robert F. Atkinson                       | Nebelgeister Band 32                   | Theo Thomas                                           | 11.07.1978 |
| 200 | Nostradamus – Gericht im Jenseits                              | Dan Shocker         | Jürgen Grasmück                          | Larry Brent Band 115                   | Theo Thomas                                           | 18.07.1978 |
| 201 | Marionetten der Dämonen                                        | Roger Damon         | Roland Rosenbauer                        | UWA Band 3                             | Fotomontage                                           | 25.07.1978 |
| 202 | Zum Vampir verdammt (OT: Blood Summer)                         | Louise Cooper       |                                          |                                        | Celâl Kandemiroglu                                    | 01.08.1978 |
| 203 | Teuflische Wiedergeburt                                        | Marcos Mongo        | Theodor Dombrowski                       |                                        | Fotomontage                                           | 08.08.1978 |
| 204 | In den Fängen der Dämonenspinne                                | Dan Shocker         | Jürgen Grasmück                          | Larry Brent Band 116                   | Rudolf Sieber-Lonati                                  | 15.08.1978 |
| 205 | Das Geistercabrio                                              | Bob Fisher          | Robert F. Atkinson                       | Nebelgeister Band 33                   | Theo Thomas                                           | 22.08.1978 |
| 206 | Der Unheimliche von Crowden Mannor                             | John Spider         | Rainer Zubeil                            |                                        | Rudolf Sieber-Lonati                                  | 29.08.1978 |
| 207 | Mensch aus der Retorte                                         | Marcos Mongo        | Theodor Dombrowski                       | Allan Foster-Band                      | Theo Thomas                                           | 05.09.1978 |
| 208 | Madame Hypnos Schattenträume                                   | Dan Shocker         | Jürgen Grasmück                          | Larry Brent Band 117                   | Fotomontage                                           | 12.09.1978 |
| 209 | Das Schlangenhaus des Dr. Medusa                               | Roderick Asher      | Thomas Rübenacker                        |                                        | Theo Thomas                                           | 19.09.1978 |
| 210 | Fluch des Kopflosen                                            | Bob Fisher          | Robert F. Atkinson                       | Nebelgeister Band 34                   |                                                       | 26.09.1978 |
| 211 | Neptuns feuchter Todeskuß                                      | Roger Damon         | Roland Rosenbauer                        | UWA Band 4                             | Theo Thomas                                           | 03.10.1978 |
| 212 | Alraunen-Spuk                                                  | Dan Shocker         | Jürgen Grasmück                          | Larry Brent Band 118                   | Rudolf Sieber-Lonati                                  | 10.10.1978 |
| 213 | Orkusen-Terror                                                 | Marcos Mongo        | Wolfgang Rahn                            | Chuck Mamulian-Band                    | Rudolf Sieber-Lonati                                  | 17.10.1978 |
| 214 | Das feuerrote Monster                                          | Frank Sunderland    |                                          | Robert McDermott-Band                  | Antonio Bernal                                        | 24.10.1978 |
| 215 | Die Brut des Grauens                                           | Bob Fisher          | Robert F. Atkinson                       | Nebelgeister Band 35                   | Theo Thomas                                           | 31.10.1978 |
| 216 | Draculas Vampirfalle                                           | Dan Shocker         | Jürgen Grasmück                          | Larry Brent Band 119                   | Rudolf Sieber-Lonati                                  | 07.11.1978 |
| 217 | Horrorferien                                                   | Marcos Mongo        | Theodor Dombrowski                       |                                        |                                                       | 14.11.1978 |
| 218 | Buch der Rache                                                 | John Spider         | Rainer Zubeil                            |                                        | Celâl Kandemiroglu                                    | 21.11.1978 |
| 219 | Berge des Wahnsinns (OT: Madness Emering)                      | Adrian Cole         |                                          |                                        | Rudolf Sieber-Lonati                                  | 28.11.1978 |
| 220 | Die Müll-Monster                                               | Dan Shocker         | Jürgen Grasmück                          | Larry Brent Band 120                   | Rudolf Sieber-Lonati                                  | 05.12.1978 |
| 221 | Fluch des Alchimisten                                          | Roger Damon         | Roland Rosenbauer                        | UWA Band 5                             | Celâl Kandemiroglu                                    | 12.12.1978 |
| 222 | Die Monsterküche des Dr. M.                                    | Bob Fisher          | Robert F. Atkinson                       | Nebelgeister Band 36                   | Rudolf Sieber-Lonati                                  | 19.12.1978 |
| 223 | Kalynor, der Böse                                              | Marcos Mongo        | Gerhard Merz                             |                                        | Rudolf Sieber-Lonati                                  | 26.12.1978 |
| 224 | Gespensterhaus an der Themse                                   | Dan Shocker         | Jürgen Grasmück                          | Larry Brent Band 121                   | Rudolf Sieber-Lonati                                  | 02.01.1979 |
| 225 | Sklaven des Satans                                             | Roderick Asher      | Thomas Rübenacker                        |                                        | Celâl Kandemiroglu                                    | 09.01.1979 |
| 226 | Kreuzfahrt mit Dämonen                                         | Bob Fisher          | Robert F. Atkinson                       | Nebelgeister Band 37                   | Theo Thomas                                           | 16.01.1979 |
| 227 | In den Tentakeln des grünen Gespenstes                         | John Spider         | Rainer Zubeil                            |                                        | Theo Thomas                                           | 23.01.1979 |
| 228 | Todesschreie aus dem Blutmoor                                  | Dan Shocker         | Jürgen Grasmück                          | Larry Brent Band 122                   | Rudolf Sieber-Lonati                                  | 30.01.1979 |
| 229 | Die gelben Dämonen kommen                                      | Marcos Mongo        | Wolfgang Rahn                            |                                        | Alberto Pujolar                                       | 06.02.1979 |
| 230 | Fluch aus dem Jenseits                                         | Bob Fisher          | Robert F. Atkinson                       | Nebelgeister Band 38                   | Theo Thomas                                           | 13.02.1979 |
| 231 | Kampf um das Dämonenauge                                       | Roger Damon         | Manfred Weinland                         | Barbara Bender Band 2                  |                                                       | 20.02.1979 |
| 232 | Feuerhexen über New York                                       | Dan Shocker         | Jürgen Grasmück                          | Larry Brent Band 123                   | Rudolf Sieber-Lonati                                  | 27.02.1979 |
| 233 | Das Rätsel der alten Gruft                                     | Marcos Mongo        | Theodor Dombrowski                       |                                        | Rudolf Sieber-Lonati                                  | 06.03.1979 |
| 234 | Stunde der Todesvögel                                          | Bob Fisher          | Robert F. Atkinson                       | Nebelgeister Band 39                   | Theo Thomas                                           | 13.03.1979 |
| 235 | Die Pestpuppen von Amsterdam                                   | Roger Damon         | Roland Rosenbauer                        | UWA Band 6                             | Theo Thomas                                           | 20.03.1979 |
| 236 | Die Mordwespen des Dr. X                                       | Dan Shocker         | Jürgen Grasmück                          | Larry Brent Band 124                   | Rudolf Sieber-Lonati                                  | 27.03.1979 |
| 237 | Tochter der Hexe                                               | Marcos Mongo        | Wolfgang Rahn                            |                                        |                                                       | 03.04.1979 |
| 238 | Captain Dickens Sarg                                           | Bob Fisher          | Robert F. Atkinson                       | Nebelgeister Band 40                   | Theo Thomas                                           | 10.04.1979 |
| 239 | Playboy in der Klaue des Monsters                              | John Spider         | Uwe Anton                                |                                        |                                                       | 17.04.1979 |
| 240 | Blut des toten Dämons                                          | Dan Shocker         | Jürgen Grasmück                          | Larry Brent Band 125                   | Noiquet (Joan Beltran Bofill)                         | 24.04.1979 |
| 241 | Wellings Reise ins Grauen                                      | Marcos Mongo        | Klaus-Dieter Schmidt                     |                                        | Theo Thomas                                           | 01.05.1979 |
| 242 | Teufelsauge des Zyklo                                          | Bob Fisher          | Robert F. Atkinson                       | Nebelgeister Band 41                   | Theo Thomas                                           | 08.05.1979 |
| 243 | Attacke des schwarzen Todes                                    | Roderick Asher      | Thomas Rübenacker                        |                                        | Theo Thomas                                           | 15.05.1979 |
| 244 | Die Höllenmühle                                                | Dan Shocker         | Jürgen Grasmück                          | Larry Brent Band 126                   | Rudolf Sieber-Lonati                                  | 22.05.1979 |
| 245 | Die Eisgruft                                                   | John Spider         | Uwe Anton                                |                                        | Rudolf Sieber-Lonati                                  | 29.05.1979 |
| 246 | Luzifers Zepter                                                | Marcos Mongo        | Theodor Dombrowski                       | B. & P. Asmond-Band                    | Rudolf Sieber-Lonati                                  | 04.06.1979 |
| 247 | Sklavinnen des Magiers                                         | Simon Calef         | Rolf Serowy                              | Tony Wilkins Band 3                    | Theo Thomas                                           | 11.06.1979 |
| 248 | Dr. X – Todesatem                                              | Dan Shocker         | Jürgen Grasmück                          | Larry Brent Band 127                   | Rudolf Sieber-Lonati                                  | 18.06.1979 |
| 249 | Legion der lebenden Toten                                      | Marcos Mongo        | Theodor Dombrowski                       |                                        | Theo Thomas                                           | 25.06.1979 |
| 250 | Locustas Horrortempel                                          | John Spider         | Uwe Anton                                |                                        | Theo Thomas                                           | 02.07.1979 |
| 251 | Wenn der Tod Fandango tanzt                                    | Bob Fisher          | Robert F. Atkinson                       | Nebelgeister Band 42                   | Theo Thomas                                           | 09.07.1979 |
| 252 | Das Dorf der Wahnsinnigen                                      | Dan Shocker         | Jürgen Grasmück                          | Larry Brent Band 128                   | Rudolf Sieber-Lonati                                  | 16.07.1979 |
| 253 | Schrei, wenn Dich das Spukhaus frißt                           | Roger Damon         | Roland Rosenbauer                        | UWA Band 7                             | Noiquet (Joan Beltran Bofill)                         | 23.07.1979 |
| 254 | Befehl in Hypnose                                              | Marcos Mongo        | Theodor Dombrowski                       |                                        | Özcan Eralp                                           | 30.07.1979 |
| 255 | Ausgeburten der Hölle                                          | Bob Fisher          | Robert F. Atkinson                       | Nebelgeister Band 43                   |                                                       | 06.08.1979 |
| 256 | Der Kopf des Todes-Pharao                                      | Dan Shocker         | Jürgen Grasmück                          | Larry Brent Band 129                   | Rudolf Sieber-Lonati                                  | 13.08.1979 |
| 257 | Das Monster aus dem Eis                                        | Roger Damon         | Roland Rosenbauer                        | UWA Band 8                             | Celâl Kandemiroglu                                    | 20.08.1979 |
| 258 | Telepath des Teufels                                           | Marcos Mongo        | Wolfgang Rahn                            |                                        | Celâl Kandemiroglu                                    | 27.08.1979 |
| 259 | Spielball der Dämonen                                          | W. J. Tobien        | Tobias Grant                             | Ralf Arius Band 1                      | Mehmet Gülergün                                       | 04.09.1979 |
| 260 | Hinter der Totenmaske                                          | Dan Shocker         | Jürgen Grasmück                          | Larry Brent Band 130                   | Rudolf Sieber-Lonati                                  | 11.09.1979 |
| 261 | Die schwarze Dynastie                                          | Bob Fisher          | Robert F. Atkinson                       | Nebelgeister Band 44                   | Celâl Kandemiroglu                                    | 18.09.1979 |
| 262 | Die Supervögel von Kythnos                                     | Marcos Mongo        | Klaus-Dieter Schmidt                     |                                        |                                                       | 25.09.1979 |
| 263 | Dusa, der Schlangenmann                                        | James Gulliver      |                                          | Alvin Ganzer Band 1                    |                                                       | 02.10.1979 |
| 264 | Dr. X – Im Wartesaal der Leichen                               | Dan Shocker         | Jürgen Grasmück                          | Larry Brent Band 131                   | Rudolf Sieber-Lonati                                  | 09.10.1979 |
| 265 | Dorf der Vampire                                               | W. J. Tobien        | Tobias Grant                             | Ralf Arius Band 2                      | Rudolf Sieber-Lonati                                  | 16.10.1979 |
| 266 | Das Wesen aus dem Nichts                                       | Marcos Mongo        | Klaus-Dieter Schmidt                     |                                        |                                                       | 23.10.1979 |
| 267 | Eiland des Grauens                                             | Bob Fisher          | Robert F. Atkinson                       | Nebelgeister Band 45                   |                                                       | 30.10.1979 |
| 268 | Die Henker aus dem Unsichtbaren                                | Dan Shocker         | Jürgen Grasmück                          | Larry Brent Band 132                   | Rudolf Sieber-Lonati                                  | 06.11.1979 |
| 269 | Vampir-Legende                                                 | Roger Damon         | Roland Rosenbauer                        | UWA Band 9                             | Özcan Eralp                                           | 13.11.1979 |
| 270 | Der Böse kam immer nachts                                      | Marcos Mongo        | Klaus-Dieter Schmidt                     |                                        | Mehmet Gülergün                                       | 20.11.1979 |
| 271 | Die Rosendämonin                                               | James Gulliver      |                                          | Alvin Ganzer Band 2                    | Theo Thomas                                           | 27.11.1979 |
| 272 | Lift in Luzifers Höllenwelt                                    | Dan Shocker         | Jürgen Grasmück                          | Larry Brent Band 133                   | Rudolf Sieber-Lonati                                  | 04.12.1979 |
| 273 | Jagd auf den Voodoo-Priester                                   | Roger Damon         | Roland Rosenbauer                        | UWA Band 10                            | Theo Thomas                                           | 11.12.1979 |
| 274 | Das sechsfüßige Monster                                        | Marcos Mongo        | Wolfgang Rahn                            | Chuck Mamulian Band                    | Theo Thomas                                           | 18.12.1979 |
| 275 | Feuerreiter                                                    | W. J. Tobien        | Tobias Grant                             |                                        | Theo Thomas                                           | 25.12.1979 |
| 276 | Dr. X – Das Gift des Vergessens                                | Dan Shocker         | Jürgen Grasmück                          | Larry Brent Band 134                   | Rudolf Sieber-Lonati                                  | 01.01.1980 |
| 277 | Der Midas-Fluch                                                | Roger Damon         | Roland Rosenbauer                        | UWA Band 11                            | Mehmet Gülergün                                       | 08.01.1980 |
| 278 | Der Lockruf des Wahnsinnigen                                   | Marcos Mongo        |                                          |                                        | Mehmet Gülergün                                       | 15.01.1980 |
| 279 | Dschungel-Dämon                                                | John Spider         |                                          |                                        | Celâl Kandemiroglu                                    | 22.01.1980 |
| 280 | Dr. Satanas' Drachensaat                                       | Dan Shocker         | Jürgen Grasmück                          | Larry Brent Band 135                   | Rudolf Sieber-Lonati                                  | 29.01.1980 |
| 281 | Die Killerpflanze                                              | Roger Damon         | Roland Rosenbauer                        | UWA Band 12                            | Jack Faragasso                                        | 05.02.1980 |
| 282 | Im Bann der Osiris-Statue                                      | Marcos Mongo        | Klaus-Dieter Schmidt                     |                                        | Theo Thomas                                           | 12.02.1980 |
| 283 | Die Moor-Monster                                               | W. J. Tobien        | Tobias Grant                             |                                        | Rudolf Sieber-Lonati                                  | 19.02.1980 |
| 284 | Nacht im Horror-Hotel                                          | Dan Shocker         | Jürgen Grasmück                          | Larry Brent Band 136                   | Rudolf Sieber-Lonati                                  | 26.02.1980 |
| 285 | Shelter jagt die Dämonen                                       | John Spider         |                                          |                                        | George Gross                                          | 04.03.1980 |
| 286 | Geister-Fehde                                                  | Marcos Mongo        | Wolfgang Rahn                            |                                        |                                                       | 11.03.1980 |
| 287 | Teuflische Tricks                                              | Frank Sunderland    |                                          | B. & P. Asmond Band                    | Theo Thomas                                           | 18.03.1980 |
| 288 | Madame Hypno und das Höllenmonster                             | Dan Shocker         | Jürgen Grasmück                          | Larry Brent Band 137                   | Rudolf Sieber-Lonati                                  | 25.03.1980 |
| 289 | Der 13. Weg ins Jenseits                                       | Roger Damon         | Roland Rosenbauer                        | UWA Band 13                            | Theo Thomas                                           | 01.04.1980 |
| 290 | Die Unheimlichen von Lavony                                    | Marcos Mongo        | Klaus-Dieter Schmidt                     |                                        | Nehmet Eis                                            | 08.04.1980 |
| 291 | Satans grausiges Experiment                                    | Jens Orlik          | Rolf Kalmuczak                           |                                        | George Gross                                          | 15.04.1980 |
| 292 | Der Dämonenbaum                                                | James Gulliver      |                                          | Alvin Ganzer Band 3                    |                                                       | 22.04.1980 |
| 293 | Urlaub unter Monstern                                          | Marcos Mongo        | Klaus-Dieter Schmidt                     |                                        | Celâl Kandemiroglu                                    | 29.04.1980 |
| 294 | Madame Hypno im Tempel des Bösen                               | Dan Shocker         | Jürgen Grasmück                          | Larry Brent Band 138                   | Rudolf Sieber-Lonati                                  | 06.05.1980 |
| 295 | Der Elementegott                                               | Marcos Mongo        | Wolfgang Rahn                            |                                        | Theo Thomas                                           | 13.05.1980 |
| 296 | Die Magierin von London                                        | John Spider         | Uwe Anton                                |                                        |                                                       | 20.05.1980 |
| 297 | Nachts, wenn die Toten kommen                                  | Dan Shocker         | Jürgen Grasmück                          | Larry Brent Band 5 (NA)                | Mehmet Gülergün                                       | 27.05.1980 |
| 298 | Im Tal der Todesgnome                                          | Marcos Mongo        | Klaus-Dieter Schmidt                     |                                        | Theo Thomas                                           | 03.06.1980 |
| 299 | Der Blutfürst                                                  | W. J. Tobien        | Tobias Grant                             |                                        |                                                       | 10.06.1980 |
| 300 | Die Gedankenmörder kommen                                      | Dan Shocker         | Jürgen Grasmück                          | Larry Brent Band 139                   | Rudolf Sieber-Lonati                                  | 17.06.1980 |
| 301 | Gespenster vom Fließband                                       | Roger Damon         | Roland Rosenbauer                        | UWA Band 14                            | Yalçin Köksal                                         | 24.06.1980 |
| 302 | Monty, der Geisterfänger                                       | Marcos Mongo        | Wolfgang Rahn                            |                                        | Jack Faragrosso                                       | 01.07.1980 |
| 303 | Die Treppe ins Jenseits                                        | Dan Shocker         | Jürgen Grasmück                          | Larry Brent Band 6 (NA)                | Rudolf Sieber-Lonati                                  | 08.07.1980 |
| 304 | Fliegenmonster greifen an                                      | Cater Saint Clair   | ? Pirker                                 |                                        | Özcan Eralp                                           | 15.07.1980 |
| 305 | Spuk am See                                                    | Frank Sunderland    |                                          |                                        | Rudolf Sieber-Lonati                                  | 22.07.1980 |
| 306 | Dr. Tschang Fu – Der Unheimliche kehrt zurück                  | Dan Shocker         | Jürgen Grasmück                          | Larry Brent Band 140                   | Rudolf Sieber-Lonati                                  | 29.07.1980 |
| 307 | Der Schloßgeist von Huttingham-Castle                          | Marcos Mongo        | Klaus-Dieter Schmidt                     |                                        | Theo Thomas                                           | 05.08.1980 |
| 308 | Wolfsgezücht                                                   | John Spider         | Uwe Anton                                |                                        | Vicente Cebollo                                       | 12.08.1980 |
| 309 | Der Satan schickt die Höllenbrut                               | Dan Shocker         | Jürgen Grasmück                          | Larry Brent Band 8 (NA)                | Rudolf Sieber-Lonati                                  | 19.08.1980 |
| 310 | Invasion der Vampire                                           | Marcos Mongo        | Klaus-Dieter Schmidt                     |                                        | Manuel Rodriguez Brea                                 | 26.08.1980 |
| 311 | Herrin der Unheimlichen                                        | Roger Damon         | Roland Rosenbauer                        | UWA Band 15                            | Mehmet Gülergün                                       | 02.09.1980 |
| 312 | Die 17 Kammern des Grauens                                     | Dan Shocker         | Jürgen Grasmück                          | Larry Brent Band 141                   | Rudolf Sieber-Lonati                                  | 09.09.1980 |
| 313 | Mörder aus dem Totenreich                                      | Cater Saint Clair   | ? Pirker                                 |                                        |                                                       | 16.09.1980 |
| 314 | Atucho, Stadt der Verdammten                                   | Marcos Mongo        | Klaus-Dieter Schmidt                     |                                        | Özcan Eralp                                           | 23.09.1980 |
| 315 | Das Geheimnis der Knochengruft                                 | Dan Shocker         | Jürgen Grasmück                          | Larry Brent Band 14 (NA)               | Rudolf Sieber-Lonati                                  | 30.09.1980 |
| 316 | Horror-Klinik                                                  | W. J. Tobien        | Tobias Grant                             |                                        | Manuel Rodriguez Brea                                 | 07.10.1980 |
| 317 | Die Satans-Spiegel von Silverhall                              | James Gulliver      |                                          | Alvin Ganzer Band 4                    |                                                       | 14.10.1980 |
| 318 | Lady Draculas Vampir-Villa                                     | Dan Shocker         | Jürgen Grasmück                          | Larry Brent Band 142                   | Rudolf Sieber-Lonati                                  | 21.10.1980 |
| 319 | Mississippi-Monster                                            | Roger Damon         | Roland Rosenbauer                        | UWA Band 16                            | Rudolf Sieber-Lonati                                  | 28.10.1980 |
| 320 | Der Hexenriecher                                               | Cater Saint Clair   | ? Pirker                                 |                                        | Manuel Rodriguez Brea                                 | 04.11.1980 |
| 321 | Vor der Tür stand Frankenstein                                 | Dan Shocker         | Jürgen Grasmück                          | Larry Brent Band 17(NA)                | Rudolf Sieber-Lonati                                  | 11.11.1980 |
| 322 | Schneedämonen                                                  | John Spider         |                                          |                                        | Theo Thomas                                           | 18.11.1980 |
| 323 | Sendbote der Hölle                                             | Marcos Mongo        | Wolfgang Rahn                            | Chuck Mamulian-Band                    | Celâl Kandemiroglu                                    | 25.11.1980 |
| 324 | Phantomjagd auf Morna U.                                       | Dan Shocker         | Jürgen Grasmück                          | Larry Brent Band 143                   | Rudolf Sieber-Lonati                                  | 02.12.1980 |
| 325 | Teuflisches Spielzeug                                          | Cater Saint Clair   | ? Pirker                                 |                                        | Kelly Freas                                           | 09.12.1980 |
| 326 | Das Schreckenssiegel                                           | John Spider         |                                          |                                        |                                                       | 16.12.1980 |
| 327 | Das Totenhaus der Lady Florence                                | Dan Shocker         | Jürgen Grasmück                          | Larry Brent Band 7 (NA)                | Rudolf Sieber-Lonati                                  | 23.12.1980 |
| 328 | Wenn die Blutgöttin ruft                                       | Marcos Mongo        | Klaus-Dieter Schmidt                     |                                        | Manuel Rodriguez Brea                                 | 30.12.1980 |
| 329 | Das Monster vom Totengrund                                     | Cater Saint Clair   | ? Pirker                                 |                                        | Yücel Köksal                                          | 06.01.1981 |
| 330 | Tanzplatz der Verfluchten                                      | Dan Shocker         | Jürgen Grasmück                          | Larry Brent Band 144                   | Rudolf Sieber-Lonati                                  | 13.01.1981 |
| 331 | Der Schwarze vom Friedhof                                      | Marcos Mongo        | Theodor Dombrowski                       | Allan Foster-Band                      | Desilo (Desiderio Babiano Lozano Olivares)            | 20.01.1981 |
| 332 | Im Jungbrunnen von Taori                                       | John Spider         | Uwe Anton                                |                                        | Theo Thomas                                           | 27.01.1981 |
| 333 | Das Beinhaus der Medusa                                        | Dan Shocker         | Jürgen Grasmück                          | Larry Brent Band 25 (NA)               | Rudolf Sieber-Lonati                                  | 03.02.1981 |
| 334 | Vampira, Herrscherin der Kariben                               | Marcos Mongo        | Klaus-Dieter Schmidt                     |                                        |                                                       | 10.02.1981 |
| 335 | Die Dämonenstadt                                               | Roger Damon         | Roland Rosenbauer                        | UWA Band 17                            | Christoph Sandek                                      | 17.02.1981 |
| 336 | Odem des Pestmonsters                                          | Dan Shocker         | Jürgen Grasmück                          | Larry Brent Band 145                   | Rudolf Sieber-Lonati                                  | 24.02.1981 |
| 337 | Retorten-Legionäre                                             | Cater Saint Clair   | ? Pirker                                 |                                        | Mehmet Gülergün                                       | 03.03.1981 |
| 338 | Aufstand der Untoten                                           | W. J. Tobien        | Tobias Grant                             |                                        |                                                       | 10.03.1981 |
| 339 | Die Blutsauger von Tahiti                                      | Dan Shocker         | Jürgen Grasmück                          | Larry Brent Band 26 (NA)               | Rudolf Sieber-Lonati                                  | 17.03.1981 |
| 340 | Teufelsratten                                                  | Marcos Mongo        | Klaus-Dieter Schmidt                     |                                        |                                                       | 24.03.1981 |
| 341 | Shai-fuu, Geist aus dem Nichts                                 | Mortimer Mortmain   | Wolfgang Rahn                            |                                        |                                                       | 31.03.1981 |
| 342 | Das Echsengezücht greift an                                    | Dan Shocker         | Jürgen Grasmück                          | Larry Brent Band 146                   | Rudolf Sieber-Lonati                                  | 07.04.1981 |
| 343 | Murtula, der Juju-Magier                                       | Cater Saint Clair   | ? Pirker                                 |                                        | Mehmet Gülergün                                       | 14.04.1981 |
| 344 | Die unheimliche Wandlung des Mr. Melway                        | James Gulliver      |                                          | Alvin Ganzer Band 5                    | Yücel Köksal                                          | 21.04.1981 |
| 345 | Psycho-Terror                                                  | John Spider         |                                          |                                        | Yücel Köksal                                          | 28.04.1981 |
| 346 | Untote aus dem East River                                      | Marcos Mongo        | Klaus-Dieter Schmidt                     |                                        | Yücel Köksal                                          | 05.05.1981 |
| 347 | Im Irrgarten der Geisterlady                                   | Roger Damon         | Roland Rosenbauer                        | UWA Band 18                            | Sahin Karakoc                                         | 12.05.1981 |
| 348 | Blutige Schatten                                               | Mortimer Mortmain   | Wolfgang Rahn                            |                                        | Fotomontage                                           | 19.05.1981 |
| 349 | Amphibien-Monster                                              | W. J. Tobien        | Tobias Grant                             |                                        |                                                       | 26.05.1981 |
| 350 | Ein Sarg aus Alchimistengold                                   | Cater Saint Clair   | ? Pirker                                 |                                        | Vicente Cebollo                                       | 03.06.1981 |
| 351 | Das Gespenst von Kilpatrick                                    | James Gulliver      |                                          | Alvin Ganzer Band 6                    |                                                       | 10.06.1981 |
| 352 | Im Geisterreich der Ghouls                                     | Marcos Mongo        | Klaus-Dieter Schmidt                     |                                        |                                                       | 24.06.1981 |
| 353 | Nachts, wenn der Dämon tobt                                    | Roger Damon         | Roland Rosenbauer                        | UWA Band 19                            |                                                       | 08.07.1981 |
| 354 | Tanz mit der Bestie                                            | Mortimer Mortmain   | Wolfgang Rahn                            |                                        |                                                       | 22.07.1981 |
| 355 | Ramon, der Monsterjunge                                        | Cater Saint Clair   | ? Pirker                                 |                                        | Özcan Eralp                                           | 05.08.1981 |
| 356 | Todesnebel                                                     | Marcos Mongo        | Klaus-Dieter Schmidt                     |                                        |                                                       | 19.08.1981 |
| 357 | Rache der Eingemauerten                                        | Roger Damon         | Roland Rosenbauer                        | UWA Band 20                            | Özcan Eralp                                           | 02.09.1981 |
| 358 | Der Schaltjahr-Vampir                                          | Mortimer Mortmain   | Wolfgang Rahn                            |                                        |                                                       | 16.09.1981 |
| 359 | Der grüne Tod                                                  | John Spider         | Diethard van Heese                       |                                        |                                                       | 30.09.1981 |
| 360 | Pilot aus dem Jenseits                                         | Cater Saint Clair   | ? Pirker                                 |                                        | Rudolf Sieber-Lonati                                  | 14.10.1981 |
| 361 | Das Geisterhaus von Lockwood Hill                              | Marcos Mongo        | Klaus-Dieter Schmidt                     |                                        | Özcan Eralp                                           | 28.10.1981 |
| 362 | Höllenwächter                                                  | Mortimer Mortmain   | Wolfgang Rahn                            |                                        |                                                       | 11.11.1981 |
| 363 | Gruft des Grauens                                              | Ralph Herman        | Ralf Bramberg                            | Tom Carson Band 1                      |                                                       | 25.11.1981 |
| 364 | Medium der Dämonen                                             | John Spider         | Walter Appel                             |                                        |                                                       | 09.12.1981 |
| 365 | Cyreikas grausige Verwandlung                                  | Desmond Black       | Guido Grandt                             |                                        | Rafael Cortiella                                      | 23.12.1981 |
| 366 | Der Unheimliche im roten Umhang                                | Mortimer Mortmain   | Wolfgang Rahn                            |                                        |                                                       | 06.01.1982 |
| 367 | Die Alpträume der Tschin-Sinh                                  | Roger Damon         | Roland Rosenbauer                        | UWA Band 21                            | Theo Thomas                                           | 20.01.1982 |
| 368 | Ein Toter auf Urlaub                                           | Cater Saint Clair   | ? Pirker                                 |                                        | Yücel Köksal                                          | 03.02.1982 |
| 369 | Das Monster mit den Facettenaugen (OT: Kingdom of the Spiders) | Marcos Mongo        | Klaus-Dieter Schmidt mit William Shatner |                                        | Filmplakat-Kopie von "Mörderspinnen"                  | 17.02.1982 |
| 370 | Die Teufelsampulle                                             | James Gulliver      |                                          | Alvin Ganzer Band 7                    | Rudolf Sieber-Lonati                                  | 03.03.1982 |
| 371 | Schock on the rocks                                            | Mortimer Mortmain   | Wolfgang Rahn                            |                                        |                                                       | 17.03.1982 |
| 372 | Chi Loh’s Killeraugen                                          | Roger Damon         | Roland Rosenbauer                        | UWA Band 22                            |                                                       | 31.03.1982 |
| 373 | Nachts, wenn der Sensenmann kommt                              | John Spider         | Friedrich Tenkrat                        |                                        |                                                       | 14.04.1982 |
| 374 | Buhlerinnen des Teufels                                        | Marcos Mongo        | Klaus-Dieter Schmidt                     |                                        | Yücel Köksal                                          | 28.04.1982 |
| 375 | Würgende Höllenreptile                                         | Mortimer Mortmain   | Wolfgang Rahn                            |                                        | George Gross                                          | 12.05.1982 |
| 376 | Dämonische Erbschaft                                           | Roger Damon         | Roland Rosenbauer                        | UWA Band 23                            |                                                       | 26.05.1982 |
| 377 | Der Satansmagier                                               | James Gulliver      |                                          | Alvin Ganzer Band 8                    |                                                       | 09.06.1982 |
| 378 | Todespuppen                                                    | John Spider         |                                          |                                        |                                                       | 23.06.1982 |
| 379 | Vollmond-Bestien                                               | Ralph Herman        | Ralf Bramberg                            | Tom Carson Band 2                      | Paolo Bracci                                          | 07.07.1982 |
| 380 | Das Auge des Rasuli                                            | Mortimer Mortmain   | Wolfgang Rahn                            |                                        | Paolo Bracci                                          | 21.07.1982 |
| 381 | Die Vampirbande                                                | Marcos Mongo        | Klaus-Dieter Schmidt                     |                                        |                                                       | 04.08.1982 |
| 382 | Der Untote vom Kliff                                           | John Spider         | Diethard van Heese                       |                                        |                                                       | 18.08.1982 |
| 383 | Töchter der Finsternis                                         | Marcos Mongo        |                                          |                                        |                                                       | 01.09.1982 |
| 384 | Die Totenkammer von Carpossos                                  | Mortimer Mortmain   | Wolfgang Rahn                            |                                        | Celâl Kandemiroglu                                    | 15.09.1982 |
| 385 | Wenn du fühlst, der Ripper kommt …                             | Roger Damon         | Roland Rosenbauer                        | UWA Band 24                            |                                                       | 29.09.1982 |
| 386 | Sklavin des Druidendolches                                     | Roger Damon         | Roland Rosenbauer                        | UWA Band 25                            |                                                       | 13.10.1982 |
| 387 | Lichtspiele des Satans                                         | Roger Damon         | Roland Rosenbauer                        | UWA Band 26                            |                                                       | 27.10.1982 |
| 388 | Der Wolfskreis                                                 | Desmond Black       | Friedrich Tenkrat                        |                                        | Celâl Kandemiroglu                                    | 10.11.1982 |
| 389 | Der Laborteufel                                                | Mortimer Mortmain   | Wolfgang Rahn                            |                                        | Paolo Bracci                                          | 24.11.1983 |
| 390 | Fluch über Dumpton Castle                                      | Marcos Mongo        | Harry G. Watkins                         |                                        |                                                       | 08.12.1982 |
| 391 | Zwillings-Ungeheuer                                            | John Spider         |                                          |                                        |                                                       | 22.12.1982 |
| 392 | Im Haus des Grauens                                            | James Gulliver      |                                          | Alvin Ganzer 9                         |                                                       | 05.01.1983 |
| 393 | Vlado, der Blutfürst                                           | Marcos Mongo        | Klaus-Dieter Schmidt                     |                                        |                                                       | 19.01.1983 |
| 394 | Insel des schwarzen Todes                                      | John Spider         | Diethard van Heese                       |                                        | George Gross                                          | 02.02.1983 |
| 395 | Dämonentaumel                                                  | Mortimer Mortmain   | Wolfgang Rahn                            |                                        |                                                       | 16.02.1983 |
| 396 | Der Vampir und die Schlangengöttin                             | Roger Damon         | Roland Rosenbauer                        | UWA Band 27                            |                                                       | 02.03.1983 |
| 397 | Geistersafari                                                  | Marcos Mongo        | Klaus-Dieter Schmidt                     |                                        | Jack Faragasso                                        | 16.03.1983 |
| 398 | Spuk im Landhaus                                               | Mortimer Mortmain   | Wolfgang Rahn                            |                                        | Vicente Cebollo                                       | 30.03.1983 |
| 399 | Horror im Druidensumpf                                         | Roger Damon         | Roland Rosenbauer                        | UWA Band 28                            | Sebastià Boada / Enrich-Prat (malte die Frau im Bild) | 13.04.1983 |
| 400 | Die Killerspinne                                               | Mortimer Mortmain   | Wolfgang Rahn                            |                                        |                                                       | 27.04.1983 |
| 401 | Zaou sucht die Erde heim                                       | Marcos Mongo        | Harry G. Watkins                         | Nick Carpenter Band 1                  |                                                       | 11.05.1983 |
| 402 | Chor der Verdammten                                            | Glenn Douglas       |                                          |                                        |                                                       | 25.05.1983 |
| 403 | Geister-Spione                                                 | Desmond Black       | Guido Grandt                             |                                        |                                                       | 08.06.1983 |
| 404 | Nandors Leichenbande                                           | Marcos Mongo        | Harry G. Watkins                         | Nick Carpenter Band 2                  | Manuel Rodriguez Brea                                 | 22.06.1983 |
| 405 | Schock im Bernsteinzimmer                                      | James Gulliver      |                                          | Alvin Ganzer Band 10                   |                                                       | 06.07.1983 |
| 406 | Die Hexenrippe                                                 | Mortimer Mortmain   | Wolfgang Rahn                            |                                        |                                                       | 20.07.1983 |
| 407 | Tribunal der Finsternis                                        | Marcos Mongo        | Klaus-Dieter Schmidt                     |                                        |                                                       | 03.08.1983 |
| 408 | Monster aus dem Teufelssee                                     | John Spider         | Diethard van Heese                       |                                        | Celâl Kandemiroglu                                    | 17.08.1983 |
| 409 | Die Geistervernichter von Katmandu                             | Mortimer Mortmain   | Wolfgang Rahn                            |                                        |                                                       | 31.08.1983 |
| 410 | Zaou programmiert die Wachsfigur                               | Marcos Mongo        | Harry G. Watkins                         | Nick Carpenter Band 3                  |                                                       | 14.09.1983 |
| 411 | Brutstätte der Teufelsbestien                                  | John Spider         |                                          |                                        |                                                       | 28.09.1983 |
| 412 | Samantha, Braut der Hölle                                      | Marcos Mongo        | Harry G. Watkins                         | Nick Carpenter Band 4                  |                                                       | 12.10.1983 |
| 413 | Hochzeit des Blutes                                            | Marcos Mongo        | Harry G. Watkins                         | Nick Carpenter Band 5                  |                                                       | 26.10.1983 |
| 414 | Nachts enthauptet                                              | Mortimer Mortmain   | Wolfgang Rahn                            |                                        |                                                       | 09.11.1983 |
| 415 | Der Magier von Marlow Manor                                    | Ralph Herman        | Ralf Bramberg                            | Tom Carson Band 3                      |                                                       | 23.11.1983 |
| 416 | Gespensterzug ins Jenseits                                     | Roger Damon         | Roland Rosenbauer                        | UWA Band 29                            | Yalçin Köksal                                         | 07.12.1983 |
| 417 | Die Rache der Ertränkten                                       | John Spider         | Diethard van Heese                       |                                        |                                                       | 21.12.1983 |
| 418 | … und in der Tiefe lauert das Ungeheuer                        | Mortimer Mortmain   | Wolfgang Rahn                            | Milton Sharp Band 1                    |                                                       | 04.01.1984 |
| 419 | Dämonen des Dschungels                                         | Marcos Mongo        | Klaus-Dieter Schmidt                     |                                        |                                                       | 18.01.1984 |
| 420 | Labor der Unsichtbaren                                         | James Gulliver      |                                          | Alvin Ganzer Band 11                   |                                                       | 01.02.1984 |
| 421 | Zaous Ende durch den Silberring                                | Glenn Douglas       | Harry G. Watkins                         | Nick Carpenter Band 6                  |                                                       | 15.02.1984 |
| 422 | Der unheimliche Mister Vod                                     | Roger Damon         | Roland Rosenbauer                        | UWA Band 30                            | Özcan Eralp                                           | 29.02.1984 |
| 423 | Highway-Monster                                                | Desmond Black       | Guido Grandt                             |                                        | Detlev Menningmann                                    | 14.03.1984 |
| 424 | Der Höllenhund                                                 | Mortimer Mortmain   | Wolfgang Rahn                            | Milton Sharp Band 2                    | George Wilson                                         | 28.03.1984 |
| 425 | Ein Gehenkter kehrt zurück                                     | Marcos Mongo        | Christian Schwarz                        |                                        | Ömer                                                  | 11.04.1984 |
| 426 | Das tätowierte Gesicht                                         | John Spider         |                                          |                                        |                                                       | 25.04.1984 |
| 427 | Das unheimliche Glasauge                                       | Frank Thys          | Frank Rehfeld                            |                                        |                                                       | 09.05.1984 |
| 428 | Der Hai-Dämon                                                  | Roger Damon         | Roland Rosenbauer                        | UWA Band 31                            | Ángel Badia Camps                                     | 23.05 1984 |
| 429 | Wenn die Satanstochter erwacht                                 | Glenn Douglas       | Harry G. Watkins                         | Nick Carpenter Band 7                  |                                                       | 06.06.1984 |
| 430 | Sohn des Grauens                                               | Mortimer Mortmain   | Wolfgang Rahn                            | Milton Sharp Band 3                    |                                                       | 20.06.1984 |
| 431 | Pythonias Schlangenclan                                        | John Spider         | Roland Rosenbauer                        |                                        |                                                       | 04.07.1984 |
| 432 | Leichenfledderer                                               | Marcos Mongo        | Klaus-Dieter Schmidt                     |                                        |                                                       | 18.07.1984 |
| 433 | Mucumbas Amoklauf                                              | Gordon Scott        | Klaus-Dieter Schmidt                     |                                        |                                                       | 01.08.1984 |
| 434 | Dämon mit der Krallenklaue                                     | Glenn Douglas       | Harry G. Watkins                         | Nick Carpenter Band 8                  |                                                       | 15.08.1984 |
| 435 | Hexenjagd auf Canderworth                                      | Mortimer Mortmain   | Wolfgang Rahn                            | Milton Sharp Band 4                    | Detlev Menningmann                                    | 29.08.1984 |
| 436 | Agenten der Hölle                                              | Desmond Black       | Michael Grandt                           |                                        |                                                       | 12.09.1984 |
| 437 | Minotaurus, der Maskenmörder                                   | James Gulliver      |                                          | Alvin Ganzer Band 12                   | Detlev Menningmann                                    | 26.09.1984 |
| 438 | Die Eingemauerte                                               | Roger Damon         | Roland Rosenbauer                        | UWA Band 32                            |                                                       | 10.10.1984 |
| 439 | Die Löwenmenschen von Dumfries                                 | Marcos Mongo        | Christian Schwarz                        |                                        | Theo Thomas                                           | 24.10.1984 |
| 440 | Im Palazzo des Schreckens                                      | Mortimer Mortmain   | Wolfgang Rahn                            | Milton Sharp Band 5                    |                                                       | 07.11.1984 |
| 441 | Ausgeburten der Hölle                                          | Frank Thys          | Frank Rehfeld                            | Mark Strange Band 1                    | Celâl Kandemiroglu                                    | 21.11.1984 |
| 442 | Die Rache des Geköpften                                        | Roger Damon         | Roland Rosenbauer                        | UWA Band 33                            |                                                       | 05.12.1984 |
| 443 | Satans Klinik                                                  | Glenn Douglas       | Harry G. Watkins                         | Nick Carpenter Band 9                  |                                                       | 19.12.1984 |
| 444 | Verschleppt ins Dämonenreich                                   | Glenn Douglas       | Harry G. Watkins                         | Nick Carpenter Band 10                 | Celâl Kandemiroglu                                    | 02.01.1985 |
| 445 | See-Dämonen auf Rock-Island                                    | Gordon Scott        | Klaus-Dieter Schmidt                     |                                        |                                                       | 16.01.1985 |
| 446 | Die teuflischen Drei                                           | Mortimer Mortmain   | Wolfgang Rahn                            | Milton Sharp Band 6                    |                                                       | 30.01.1985 |
| 447 | Moor der Angst                                                 | Frank Thys          | Frank Rehfeld                            | Mark Strange Band 2                    |                                                       | 13.02.1985 |
| 448 | Im Bann des Meergeistes                                        | James Gulliver      |                                          | Alvin Ganzer Band 13                   |                                                       | 27.02.1985 |
| 449 | Das Monster aus der Südsee                                     | John Spider         | Uwe Anton                                |                                        |                                                       | 13.03.1985 |
| 450 | Geschwader des Grauens                                         | Francis Brown       | Frank Bruns                              |                                        |                                                       | 27.03.1985 |
| 451 | Die Frau mit dem Echsenkopf                                    | Mortimer Mortmain   | Wolfgang Rahn                            | Milton Sharp Band 7                    | George Gross                                          | 10.04.1985 |
| 452 | In Londons Vampirnest                                          | Glenn Douglas       | Harry G. Watkins                         | Nick Carpenter Band 11                 |                                                       | 24.04.1985 |
| 453 | Wenn die weiße Frau geistert                                   | Gordon Scott        | Klaus-Dieter Schmidt                     |                                        |                                                       | 08.05.1985 |
| 454 | Der Böse von Llewelly-Castle                                   | Marcos Mongo        | Christian Schwarz                        |                                        |                                                       | 22.05.1985 |
| 455 | Schreckenshölle Hongkong                                       | Charles Hays        | Dave C. Hill                             |                                        | Celâl Kandemiroglu                                    | 05.06.1985 |
| 456 | Der Zeitkristall                                               | Frank Thys          | Frank Rehfeld                            | Mark Strange Band 3                    |                                                       | 19.06.1985 |
| 457 | Die Mumie mit dem Henkerbeil                                   | Mortimer Mortmain   | Wolfgang Rahn                            | Milton Sharp Band 8                    |                                                       | 03.07.1985 |
| 458 | Vampirs Wiedergeburt                                           | Glenn Douglas       | Harry G. Watkins                         | Nick Carpenter 12                      | Celâl Kandemiroglu                                    | 17.07.1985 |
| 459 | Die Sklavenjägerbande                                          | Gordon Scott        | Klaus-Dieter Schmidt                     |                                        | Özcan Eralp                                           | 31.07.1985 |
| 460 | Medium für Dämonen                                             | Marcos Mongo        |                                          |                                        | Celâl Kandemiroglu                                    | 13.08.1985 |
| 461 | Von Ghouls entführt                                            | Mortimer Mortmain   | Wolfgang Rahn                            | Milton Sharp Band 9                    |                                                       | 27.08.1985 |
| 462 | Der 300 Jahre alte Fluch                                       | Frank Thys          | Frank Rehfeld                            | Mark Strange Band 4                    | Celâl Kandemiroglu                                    | 10.09.1985 |
| 463 | Satan schickt die Rattenbrut                                   | Gordon Scott        | Klaus-Dieter Schmidt                     |                                        |                                                       | 24.09.1985 |
| 464 | Das unheimliche Mordhaus                                       | Glenn Douglas       | Harry G. Watkins                         | Nick Carpenter Band 13                 | Celâl Kandemiroglu                                    | 08.10.1985 |
| 465 | Das Grauen vom Makamba-Felsen                                  | Marcos Mongo        |                                          |                                        |                                                       | 22.10.1985 |
| 466 | Die Video-Killer                                               | Roger Damon         | Roland Rosenbauer                        | UWA Band 34                            | Celâl Kandemiroglu                                    | 05.11.1985 |
| 467 | Zahn der Rache                                                 | Mortimer Mortmain   | Wolfgang Rahn                            | Milton Sharp Band 10                   |                                                       | 19.11.1985 |
| 468 | In der Hexenvilla spukt es                                     | Gordon Scott        | Klaus-Dieter Schmidt                     |                                        |                                                       | 03.12.1985 |
| 469 | Party des Grauens                                              | Frank Thys          | Frank Rehfeld                            |                                        | Celâl Kandemiroglu                                    | 17.12.1985 |
| 470 | Die Zombie-Produzenten                                         | Glenn Douglas       | Harry G. Watkins                         | Nick Carpenter Band 14                 |                                                       | 31.12.1985 |
| 471 | Karas dämonischer Auftrag                                      | Mortimer Mortmain   | Wolfgang Rahn                            | Milton Sharp Band 11                   | Detlev Mennigmann                                     | 14.01.1986 |
| 472 | Das Erbe des schwarzen Magiers                                 | Gordon Scott        | Klaus-Dieter Schmidt                     |                                        | Celâl Kandemiroglu                                    | 28.01.1986 |
| 473 | Haus der toten Seelen                                          | Glenn Douglas       | Harry G. Watkins                         | Nick Carpenter Band 15                 |                                                       | 11.02.1986 |
| 474 | Handlanger eines Dämons                                        | Mortimer Mortmain   | Wolfgang Rahn                            | Milton Sharp Band 12                   |                                                       | 25.02.1986 |
| 475 | Das Werwolfserum                                               | Gordon Scott        | Klaus-Dieter Schmidt                     |                                        |                                                       | 11.03.1986 |
| 476 | Nachts schlägt das Grauen zu                                   | Mortimer Mortmain   | Wolfgang Rahn                            | Milton Sharp Band 13                   | Celâl Kandemiroglu                                    | 25.03.1986 |
| 477 | Dracal, der Vampir                                             | Gordon Scott        | Klaus-Dieter Schmidt                     |                                        | Celâl Kandemiroglu                                    | 08.04.1986 |
| 478 | Skelette in der Waldschänke                                    | Mortimer Mortmain   | Wolfgang Rahn                            | Milton Sharp Band 14                   | Detlev Mennigmann                                     | 22.04.1986 |
| 479 | Attacke der Ghouls                                             | Marcos Mongo        |                                          |                                        | Celâl Kandemiroglu                                    | 06.05.1986 |
| 480 | Verbannt auf die Dämoneninsel                                  | Mortimer Mortmain   | Wolfgang Rahn                            | Milton Sharp Band 15                   |                                                       | 20.05.1986 |
| 481 | Sie verkauften sich dem Satan                                  | Glenn Douglas       | Harry G. Watkins                         | Nick Carpenter Band 16                 | Günter Hauptmann                                      | 03.06.1986 |
| 482 | Todesruf der Höllenengel                                       | Francis Brown       | Frank Bruns                              |                                        | Günter Hauptmann                                      | 17.06.1986 |
| 483 | Vom Hexer verraten                                             | Mortimer Mortmain   | Wolfgang Rahn                            | Milton Sharp Band 16                   | Celâl Kandemiroglu                                    | 01.07.1986 |
| 484 | Druidenfluch                                                   | Frank Thys          | Frank Rehfeld                            | Mark Strange Band 5                    |                                                       | 15.07.1986 |
| 485 | Die Rattenmonster                                              | James Gulliver      |                                          | Alvin Ganzer Band 14                   | Günter Hauptmann                                      | 29.07.1986 |
| 486 | Das Grauen aus dem Hexenbrunnen                                | Glenn Douglas       | Harry G. Watkins                         | Nick Carpenter Band 17                 | Günter Hauptmann                                      | 12.08.1986 |
| 487 | Spuk im Schloß                                                 | Marcos Mongo        |                                          |                                        | Günter Hauptmann                                      | 26.08.1986 |
| 488 | Die Höllensaat                                                 | Mortimer Mortmain   | Wolfgang Rahn                            | Milton Sharp Band 17                   | Günter Hauptmann                                      | 09.09.1986 |
| 489 | Yeti, Monster aus dem Eis                                      | Gordon Scott        | Klaus-Dieter Schmidt                     |                                        | Günter Hauptmann                                      | 23.09.1986 |
| 490 | Die Moorhexe                                                   | Glenn Douglas       | Harry G. Watkins                         | Nick Carpenter Band 18                 | Günter Hauptmann                                      | 07.10.1986 |
| 491 | Geister-Kidnapping                                             | Mortimer Mortmain   | Wolfgang Rahn                            | Milton Sharp Band 18                   | Günter Hauptmann                                      | 21.10.1986 |
| 492 | Bartac, der Schädelsammler                                     | Gordon Scott        | Klaus-Dieter Schmidt                     |                                        |                                                       | 04.11.1986 |
| 493 | Der Todesschatten von Calipor                                  | Francis Brown       | Frank Bruns                              |                                        | Celâl Kandemiroglu                                    | 18.11.1986 |
| 494 | Schreckensparty der Dämonen                                    | Glenn Douglas       | Harry G. Watkins                         | Nick Carpenter Band 19                 |                                                       | 02.12.1986 |